# Conostylis breviscapa
Conostylis breviscapa là một loài thực vật có hoa trong họ Huyết bì thảo. Loài này được R.Br. mô tả khoa học đầu tiên năm 1810.